# Wojciech Bogusławski
Wojciech Romuald Bogusławski (Glinno, Polonia, 9 de abril de 1757-Varsovia, Polonia, 23 de julio de 1829) actor, director de teatro, traductor y dramaturgo polaco.

## Biografía
Nació en Glinno, cerca de Poznań en 1757. En 1770 estudió en la Academia de Cracovia.
Considerado como el "Padre del teatro polaco" durante los tiempos de la Ilustración Polaca. Fue el director del Teatro Nacional de Varsovia en 1783-1785, 1790-1794 y 1799-1814. En 1801 fundó en Kalisz el primer teatro permanente de la zona.
Bogusławski murió en Varsovia en 1829.
Es el personaje principal del drama El impostor del escritor húngaro György Spiró.
- Datos: Q290902
- Multimedia: Wojciech Bogusławski / Q290902